# Antonio Arenas
Manuel Antonio Arenas Merino, född 13 juli 1808 i Lima, död 27 december 1891 i samma stad, var en peruansk advokat, jurist och politiker, som efter Miguel Iglesias avgång utövade ett kort interimsmandat som Perus president, från december 1885 till juni 1886, innan han lämnade över ämbetet till den konstitutionellt valde general Andrés A. Cáceres.

## Biografi
Under sin omfattande politiska karriär kom Antonio Arenas att ha ett flertal offentliga funktioner:
Han var utrikesminister (1858–1859 och 1885–1886); minister för regering, polis och offentliga arbeten (1862–1863 och 1868); justitie-, ecklesiastik- och välgörenhetsminister (1876); Ministerrådets ordförande (1868; 1876 och 1885–1886). 
Han var deputerad för Lima (1858–1862); Deputeradekammarens ordförande (1860–1861); senator för Lima (1868–1872); deputerad och ordförande för den konstituerande församlingen 1884; högsta ledamot och president för Högsta domstolen under fyra perioder (1876, 1885, 1889 och 1890). Han var också presidentkandidat 1871, rektor för Convictorio de San Carlos och dekan för Limas advokatsamfund. 
Han är den enda peruanska medborgaren som har presiderat över statens tre pelare: den lagstiftande, den verkställande och den dömande.